# Stjepan Tomas
Pour les articles homonymes, voir Tomas.
Stjepan Tomas, né le 6 mars 1976 à Bugojno (Bosnie-Herzégovine), est un footballeur international croate d'origine bosnienne, reconverti comme entraîneur. Il jouait au poste de défenseur.

## Carrière

### En équipe nationale
Il a eu sa première cape en avril 1998 à l'occasion d’un match contre l'équipe de Pologne. 
Tomas participe à la coupe du monde 2006 avec l'équipe de Croatie. Il a disputé la coupe du monde 2002.

### En club
Tomas accepte un contrat de deux ans avec Bucaspor dont un an optionnel. Tomas devient le deuxième joueur étranger de l'histoire du club.

## Palmarès

### Dinamo Zagreb
- Champion de Croatie en 1996, 1997, 1998, 1999 et 2000.
- Vainqueur de la Coupe de Croatie en 1996, 1997 et 1998.

### Fenerbahçe SK
- Champion de Turquie en 2004.

### Galatasaray SK
- Champion de Turquie en 2006.
- Vainqueur de la Coupe de Turquie en 2005.

### Rubin Kazan
- Champion de Russie en 2008 et 2009.